# Justicia lazarus
Justicia lazarus är en akantusväxtart som beskrevs av Spencer Le Marchant Moore. Justicia lazarus ingår i släktet Justicia och familjen akantusväxter. Inga underarter finns listade i Catalogue of Life.